# Чемпионат мира по международным шашкам среди женщин 2010
Чемпионат мира по международным шашкам среди женщин 2010 года в формате матч-турнира проходил с 16 октября (день прибытия) по 26 октября (день последнего тура) в городе Уфе (Россия, Башкортостан).

## Участницы
- Дарья Ткаченко (Украина) — чемпионка мира;
- Тамара Тансыккужина (Россия) — победительница последнего турнира за звание чемпиона (Якутия — 2007).
- Зоя Голубева (Латвия) — победительница первых Всемирных Интеллектуальных Игр и последнего чемпионата Европы.
- Матрёна Ноговицына (Россия) — победительница Кубка мира.
- Нина Хукман (Голландия) — лучший игрок согласно рейтингу.
- Ольга Балтажи (Украина) — следующий игрок согласно рейтингу.

Запасные игроки рассматриваются в соответствии с официальным женским рейтингом от 1 июля.
Главный судья соревнований Рима Данилевичене (Литва).

## Регламент
- Турнир проходит по двойной круговой системе, в 10 туров.
- Результаты подводятся на основе итогового количества полученных очков. Первое место дает право на звание «чемпионки мира среди женщин».
- Если 2 или более игроков набрали одинаковое количество очков, то на определение соответствующего места влияют следующие факторы:
  - 1. наибольшее количество побед;
  - 2. результаты этих игроков между собой;
  - 3. лучший результат согласно занятым местам.
- Если же критерии предыдущего пункта не помогают в решении проблемы, то:
  - для 1-3 мест — будет проводиться тай-брейк,
  - для 4-6 мест — места будут поделены игроками (призовые будут разделены между ними).
- Тай-брейк будет проходить по системе Георгиева-Лемана: матч из 3-х партий (контроль времени 15 минут + 2 секунды за ход на все партии). Если поделивших спортсменов больше двух, то круговой турнир (контроль времени 10 минут + 2 секунды за ход).

## Призовой фонд
Общий призовой фонд 1 050 000 рублей (~27 000 евро) распределяется следующим образом:
- 1 место — 300.000 руб.
- 2 место — 250 000 руб.
- 3 место — 200 000 руб.
- 4 место — 150 000 руб.
- 5 место — 100 000 руб.
- 6 место — 50 000 руб.

## Результаты
Чемпионкой мира в двенадцатый раз стала представляющая Латвию Зоя Голубева, переигравшая в дополнительном матче Нину Янковскую-Хукман из Нидерландов. Предыдущая чемпионка мира, Дарья Ткаченко, не только сложила полномочия, но и осталась без медали, проиграв матч за третье место Матрёне Ноговицыной из России.
Интересно, что в первм круге победы одерживала только Хукман, а во втором только Голубева, причём в последнем туре она победила Тамару Тансыккужину, что позволило ей догнать Хукман по очкам и при равенстве всех остальных показателей получить право на дополнительный матч, который она и выиграла.

### Круговой турнир
| Место | Имя          | Страна     | поб. | нич. | пор. | Очки | 1   | 2   | 3   | 4   | 5   | 6   |
| ----- | ------------ | ---------- | ---- | ---- | ---- | ---- | --- | --- | --- | --- | --- | --- |
| 1—2.  | Голубева     | Латвия     | 3    | 7    | 0    | 13   |     | 1 1 | 1 1 | 1 2 | 1 2 | 1 2 |
| 1—2.  | Хукман       | Нидерланды | 3    | 7    | 0    | 13   | 1 1 |     | 2 1 | 1 1 | 2 1 | 2 1 |
| 3—4.  | Ноговицына   | Россия     | 0    | 9    | 1    | 9    | 1 1 | 1 0 |     | 1 1 | 1 1 | 1 1 |
| 3—4.  | Ткаченко     | Россия     | 0    | 9    | 1    | 9    | 0 1 | 1 1 | 1 1 |     | 1 1 | 1 1 |
| 5—6.  | Балтажи      | Украина    | 0    | 8    | 2    | 8    | 0 1 | 1 0 | 1 1 | 1 1 |     | 1 1 |
| 5—6.  | Тансыккужина | Россия     | 0    | 8    | 2    | 8    | 0 1 | 1 0 | 1 1 | 1 1 | 1 1 |     |

### Дополнительные матчи
Партии проходили с укороченным контролем времени.
За 1-е место
Зоя Голубева — Нина Хукман 4:2 (1:1, 2:0, 1:1)
За 3-е место
Матрёна Ноговицына — Дарья Ткаченко 5:3 (1:1, 2:0, 0:2, 2:0)

## Организаторы соревнования
- ФМЖД, ФМШР, профессиональный шашечный клуб «Башнефть», Министерство молодёжной политики, спорта и туризма Республики Башкортостан, Управление спортивных мероприятий Республики Башкортостан.

## Спонсоры
- Акционерная нефтяная компания «Башнефть»,
- компания «МегаФон»,
- Телеканал «БСТ»,
- Гостиничный комплекс «Башкортостан»,
- Благотворительный фонд «Урал».